# 21st Regiment of Light Dragoons (1794–1821)
Das 21st Regiment of (Light) Dragoons war ein Kavallerieregiment der britischen Armee, das von 1794 bis 1821 bestand.

## Geschichte
Während des Ersten Koalitionskriegs wurde das Regiment am 24. Februar 1794 in Nordengland aufgestellt. Das Regiment trug dunkelblaue Uniformen mit goldenen Knopflöchern und Knöpfen und gelben, ab 1814 pinken Aufschlägen.
Das Regiment wurde 1795 bei der britischen Intervention bei der Haitianische Revolution in Saint-Domingue und kehre 1798 nach England zurück. 1806 nahm es an der Besetzung der niederländischen Kapkolonie teil und verblieb dort als Garnison. Teile des Regiments wurden 1807 zum Angriff auf Montevideo und zwischen 1808 und 1809 nach Barbados entsandt. Zwischen 1812 und 1814 wurde das Regiment am Kap in den Grenzkriegen gegen die Xhosa eingesetzt. Nach Ende der Koalitionskriege wurde ein Troop des Regiments zur Bewachung von Napoleon Bonaparte auf St. Helena stationiert; das übrige Regiment beteiligte sich 1816 an der Besetzung der Insel Tristan da Cunha, wurde im selben Jahr nach Britisch-Indien verlegt und nahm dort zwischen 1817 und 1818 am Dritten Marathenkrieg teil. Das Regiment kehrte 1819 nach England zurück und wurde dort aufgelöst, mit Ausnahme des auf St. Helena stationierten Troops, der erst nach Napoleons Tod 1821 nach England zurückkehrte und dort am 5. Juni 1821 in Chatham in Kent aufgelöst wurde.

## Regimental Colonels
Colonel of the Regiment waren:
- 1794–1802: Colonel Thomas Richard Beaumont (1758–1829)
- 1799–1818: General Sir Banastre Tarleton, 1. Baronet (1754–1833)
- 1818–1821: General Lord Edward Somerset (1776–1842)[1]